# Sinaloa-varjú
A Sinaloa-varjú (Corvus sinaloae) a madarak osztályának verébalakúak (Passeriformes) rendjébe és a varjúfélék (Corvidae) családjába tartozó faj.

## Rendszerezése
A fajt Louie Irby Davis ornitológus írta le 1958-ban. Tudományos faji és magyar nevét, a mexikói Sinaloa államról kapta.

## Előfordulása
Mexikó nyugati részén, a Csendes-óceán partvidékén honos. Természetes élőhelyei a szubtrópusi és trópusi száraz erdők és cserjések, valamint sziklás, kavicsos és homokos tengerpartok.

## Megjelenése
Testhossza 38 centiméter.

## Természetvédelmi helyzete
Az elterjedési területe nagyon nagy, egyedszáma pedig stabil. A Természetvédelmi Világszövetség Vörös listáján nem fenyegetett fajként szerepel.